# Jean-Marc Bosman
Jean-Marc Bosman (Montegnée, 3 oktober 1964) is een voormalig profvoetballer uit België. Hij werd bekend door de rechtszaak die hij aanspande tegen de Belgische voetbalbond, wat uiteindelijk uitmondde in het naar hem vernoemde Bosmanarrest.
Jean-Marc Bosman stond onder contract bij RC Luik, dat destijds uitkwam in de Belgische eerste klasse. In de zomer van 1990 wilde hij na afloop van zijn contract bij Luik overstappen naar USL Dunkerque. Zoals gebruikelijk vroeg Luik aan Duinkerke een transfersom, die Duinkerke echter niet kon of wilde betalen. Bosman meende dat de transfer- en nationaliteitsregels van de Belgische voetbalbond in strijd waren met bepalingen uit het Verdrag van Rome die mededinging en vrij verkeer van werknemers regelen. Hij daagde RC Luik, de bond en uiteindelijk de UEFA voor de rechter, die de zaak verwees naar het Europese Hof van Justitie. In deze strijd werd Bosman gesteund door Roger Dillemans, jurist en ererector van de Katholieke Universiteit Leuven.
Op 15 december 1995, ruim vijf jaar later, deed het Hof uitspraak. Bosman werd in het gelijk gesteld, wat inhield dat spelers sindsdien transfervrij zijn na afloop van hun contract. Daarnaast werden de beperkingen omtrent het aantal buitenlanders van binnen de EU dat een club onder contract heeft staan opgeheven. Als gevolg hiervan zijn de salarissen van voetballers erg gestegen en veranderen voetballers vaker van club.
De gevolgen van het Bosmanarrest waren voor de FIFA reden om te gaan onderhandelen met de Europese Unie om tot een regeling te komen die zowel voor spelers als voor clubs acceptabel zou zijn. Uiteindelijk kwam de FIFA met een eigen regeling.

## Veroordeling
In staat van dronkenschap gaf Jean-Marc Bosman op 15 december 2011 een vuistslag in het gezicht van zijn vriendin toen die hem alcohol weigerde. De correctionele rechtbank van Luik veroordeelde Bosman tot een gevangenisstraf van een jaar en een boete van 275 euro. Hij had in 2012 opschorting van de uitspraak gekregen van de rechtbank, maar leefde de voorwaarden niet na die aan die beslissing verbonden waren.